# Godzilla star
Godzilla är en variabel stjärna i Sunburst-galaxen med rödförskjutning z = 2,38 (eller 10,9 miljarder ljusår från jorden), belägen i södra delen av stjärnbilden Paradisfågeln och observerad genom gravitationslinsen PSZ1 G311.65-18.48. Den identifierades ursprungligen i NW-bågen som en möjlig övergående händelse i bilder tagna med rymdteleskopet Hubble (HST).
I oktober 2022 var det den mest lysande stjärnan som för närvarande kan observeras. Detta är möjligt eftersom stjärnan tros genomgå en episod av tillfälligt ökad ljusstyrka som har varat i minst sju år (2022), kombinerat med en uppskattad förstoring på minst en faktor 2 000.

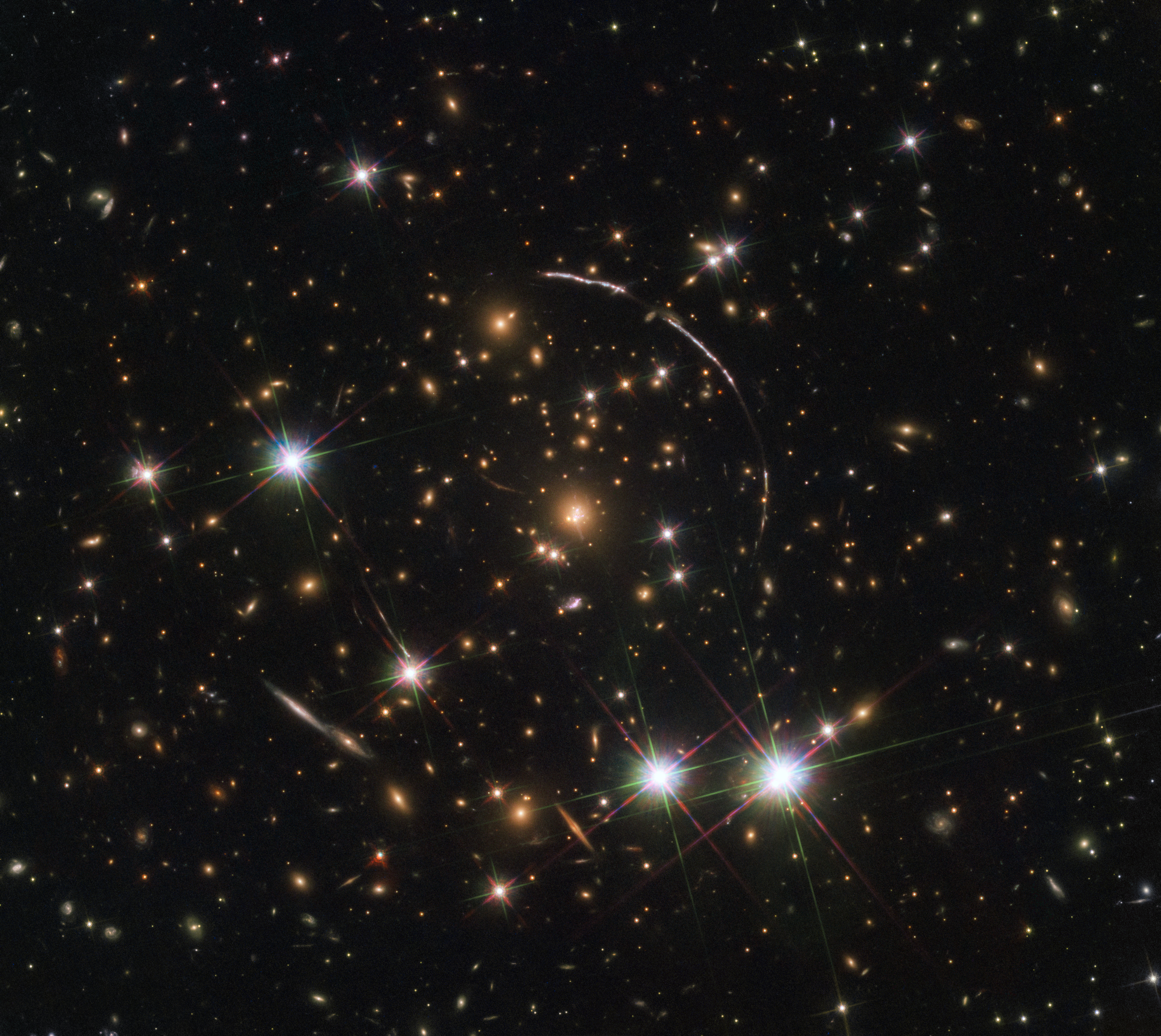
Det övergående objektet kallat Godzilla är den ljusa fläcken i mitten, vid den vänstra kanten av bågen och omedelbart ovanför den orangefärgade förgrundsstjärnan. Beskuren från originalbild. kredit = ESA/Hubble, NASA, Rivera-Thorsen et al.

Vissa spektrala egenskaper i Godzilla liknar de hos andra variabla stjärnor i Vintergatan, som Eta Carinae, vilket tyder på att Godzilla kan vara nära slutet av dess liv. Godzilla tros gå igenom en episod som liknar det stora utbrottet av Eta Carinae på 1800-talet, då stjärnan sannolikt var bland de ljusaste i universum med en ljusstyrka cirka 50 miljoner gånger solens.
Den extrema förstoringen av Godzilla beror delvis på en närliggande understruktur, förmodligen en dvärggalax, som inte syns på Hubble-bilderna, som också är nära den kritiska kurvan för klustret. Denna oobserverade understruktur tros domineras av mörk materia.